# Sierpiński-kromme
Sierpiński-krommen zijn een recursief gedefinieerde rij van continue fractalen in het gesloten vlak. De basisvorm ervan is een vierkant, het eenheidsvierkant. Sierpiński-krommen zijn als eerste door de Poolse wiskundige Wacław Sierpiński geconstrueerd. Een Sierpiński-kromme {\displaystyle S_{n}} heeft een oneindige lengte, maar toch een eindige oppervlakte. In de limiet {\displaystyle n\rightarrow \infty } vullen Sierpiński-krommen het eenheidsvierkant volledig. Hun limietkromme, de Sierpinski-kromme, is daarom een voorbeeld van een ruimtevullende kromme. Omdat de Sierpiński-kromme ruimtevullend is, is de hausdorff-dimensie ervan in de limiet {\displaystyle n\rightarrow \infty } gelijk aan 2. De lengte {\displaystyle l_{n}} van {\displaystyle S_{n}} is
{\displaystyle l_{n}={2 \over 3}(1+{\sqrt {2\ }})2^{n}-{1 \over 3}(2-{\sqrt {2\ }}){1 \over 2^{n}}}
De euclidische lengte van {\displaystyle S_{n}} neemt dus exponentieel met {\displaystyle n} toe.
De limiet voor {\displaystyle n\rightarrow \infty } van het door {\displaystyle S_{n}} ingesloten gebied is gelijk is aan {\displaystyle 5/12} van het eenheidsvierkant, in de euclidische metriek.
|  |  |  |